# Эрнандес, Луис
Луи́с Арту́ро Эрна́ндес Каррео́н (исп. Luis Arturo Hernández Carreón; род. 22 декабря 1968, Поса-Рика-де-Идальго, Веракрус) — мексиканский футбольный нападающий, лучший бомбардир сборной Мексики на чемпионатах мира.
Эрнандес имеет не характерную для мексиканца внешность — длинные светлые волосы, во время матчей пользовался резинками. Участник чемпионатов мира 1998 и 2002 годов.

## Клубная карьера
Эрнандес начал карьеру в «Крус Асуль». В 1990 году он дебютировал в мексиканской Примере. Забив всего один гол в 18 встречах, Луис по окончании сезона перешёл в «Керетаро». В новой команде он получал больше игрового времени и сразу стал основным нападающим. В 28 поединках он забил 11 голов. По окончании сезона он принял приглашение «Монтеррея». В новой команде также получил стабильное место в основном составе. В составе «Монтеррея» в 1993 году Луис выиграл свой первый трофей Кубок обладателей кубков КОНКАКАФ, забив победный гол в финальном поединке против сальвадорского «Луис Анхель Фирпо»
Летом 1994 года Эрнандес подписал контракт с «Некаксой». В своем первом же сезоне Эрнандес выиграл чемпионат Мексики, Кубок Мексики и трофей Чемпион чемпионов Мексики. В следующем он повторил достижение. В 1997 году Луис был признан футболистом года в Мексике. Летом 1997 года он перешёл в аргентинский «Бока Хуниорс» на правах аренды. В первых четырёх встречах он забил два гола, но затем получил травму, которая оставила его на скамейке запасных. Вскоре Эрнандес вернулся в «Некаксу». С командой он ещё раз выиграл чемпионат и во второй раз стал футболистом года в Мексике.
Летом 1998 года Луис перешёл в «УАНЛ Тигрес». За два сезона Эрнандес забил 38 мячей в 64 встречах. В 2000 году Эрнандес подписал контракт с американским клубом «Лос-Анджелес Гэлакси». Сумма трансфера составила 4 млн долларов. В первом же сезоне он выиграл с новой командой Кубок чемпионов КОНКАКАФ, а следующем стал обладателем Открытого кубка США. Летом 2001 года Луис вернулся на родину, где на правах аренды на протяжении двух сезонов выступал за столичную «Америку». За клуб из Мехико он провел в 43 матча и забил девять мячей.
После «Америки» Эрнандес выступал за «Веракрус» и «Ягуарес». В 2005 году Луис завершил карьеру в клубе Лиги Ассенсо «Лобос БУАП».

## Международная карьера
1 февраля 1995 года в матче против сборной Уругвая Эрнандес дебютировал за сборную Мексики. 16 ноября в товарищеском матче против сборной Югославии он забил свой первый мяч за национальную команду. В 1996 году Эрнандес выиграл свой первый турнир в составе сборной — Золотой кубок КОНКАКАФ.

### Кубок Америки 1997
В 1997 году Луис попал в заявку сборной на участие в Кубке Америки, где он и получил всеобщую известность. В первых двух поединках группового этапа против сборных Колумбии и Бразилии Эрнандес забил 4 мяча, а также поразил ворота сборной Коста-Рики в заключительном поединке группы. В матче за третье место против сборной Перу Луис забил единственный мяч и помог мексиканцам завоевать бронзовые медали. На турнире он забил 6 мячей, став лучшим его бомбардиром.

### Чемпионат мира 1998
В 1998 году Эрнандес вместе с национальной командой поехал во Францию на чемпионат мира. В первом поединке турнира против сборной Южной Кореи он забил два мяча и помог своей команде одержать первую победу. Заключительной встрече групповой стадии против Голландии в самом конце поединка Луис забил гол и помог мексиканцам избежать поражения. Сборная Мексики вышла из группы со второго места и в 1/8 финала попала на сборную Германии. В начале второго тайма поединка против немцев Луис поразил ворота Андреаса Кёпке, но затем Оливер Бирхофф и Юрген Клинсманн забили по мячу и не позволили мексиканцам пройти дальше. С четырьмя мячами Эрнандес стал одним из лучших снайперов турнира, а также стал первым в истории чемпионатов мира мексиканцем, который забил более двух мячей в финальной стадии соревнования.
Также в 1998 году Эрнандес стал обладателем Золотого кубка КОНКАКАФ.

### Кубок Конфедераций и Кубок Америки 1999
В 1999 году Эрнандес выиграл Кубок конфедераций, а также помог сборной завоевать бронзовые медали Кубка Америки. В первом матче группового этапа против сборной Чили, гол Луиса принес мексиканцам первую победу. В поединке 1/8 финала против сборной Перу Эрнандес забил дважды и помог своей команде свести встречу к серии пенальти, в которой мексиканцы оказались сильнее.

### Чемпионат мира 2002
На свой второй чемпионате мира Луис попал в качестве запасного нападающего. В первом поединке группового этапа против сборной Хорватии Эрнандес появился на поле во втором тайме, заменив Хареда Борхетти. Та же ситуация повторилась и во втором поединке против Эквадора. В заключительной встрече против сборной Италии Луис участия не принимал. В поединке 1/8 финала против сборной США он вышел на поле уже в первом тайме, заменив травмированного Рамона Моралеса, но помочь своей команде не смог. После мундиаля Эрнандес завершил карьеру в национальной команде.

### Голы за сборную Мексики
| #   | Дата            | Место                                            | Противник         | Счёт | Результат | Соревнование                     |
| --- | --------------- | ------------------------------------------------ | ----------------- | ---- | --------- | -------------------------------- |
| 01. | 16 ноября 1995  | Эстадио Технологико, Монтеррей, Мексика          | Югославия         | 1:2  | 1:4       | Товарищеский матч                |
| 02. | 6 декабря 1995  | Хероэ де Накосари, Эрмосильо, Мексика            | Словения          | 1:0  | 1:2       | Товарищеский матч                |
| 03. | 17 января 1997  | Куальком, Сан-Диего, США                         | Дания             | 2:0  | 3:1       | 1997 U.S. Cup                    |
| 04. | 13 апреля 1997  | Ацтека, Мехико, Мексика                          | Ямайка            | 6:0  | 6:0       | Чемпионат мира 1998 квалификация |
| 05. | 20 апреля 1997  | Стадион Фоксборо, Фоксборо, США                  | США               | 2:0  | 2:2       | Чемпионат мира 1998 квалификация |
| 06. | 13 июня 1997    | Рамон Агилера, Санта-Крус, Боливия               | Колумбия          | 1:0  | 2:1       | Кубок Америки 1997               |
| 07. | 13 июня 1997    | Рамон Агилера, Санта-Крус, Боливия               | Колумбия          | 2:0  | 2:1       | Кубок Америки 1997               |
| 08. | 16 июня 1997    | Рамон Агилера, Санта-Крус, Боливия               | Бразилия          | 1:0  | 2:3       | Кубок Америки 1997               |
| 09. | 16 июня 1997    | Рамон Агилера, Санта-Крус, Боливия               | Бразилия          | 2:0  | 2:3       | Кубок Америки 1997               |
| 10. | 19 июня 1997    | Рамон Агилера, Санта-Крус, Боливия               | Коста-Рика        | 1:0  | 1:1       | Кубок Америки 1997               |
| 11. | 28 июня 1997    | Хесус Бермудес, Оруро, Боливия                   | Перу              | 1:0  | 1:0       | Кубок Америки 1997               |
| 12. | 12 декабря 1997 | Стадион Короля Фахда, Эр-Рияд, Саудовская Аравия | Австралия         | 1:2  | 1:3       | Кубок конфедераций 1997          |
| 13. | 8 февраля 1998  | Колизей, Окленд, США                             | Тринидад и Тобаго | 2:1  | 4:2       | Золотой кубок КОНКАКАФ 1998      |
| 14. | 8 февраля 1998  | Колизей, Окленд, США                             | Тринидад и Тобаго | 4:2  | 4:2       | Золотой кубок КОНКАКАФ 1998      |
| 15. | 12 февраля 1998 | Мемориал Колизей, Лос-Анджелес, США              | Ямайка            | 1:0  | 1:0       | Золотой кубок КОНКАКАФ 1998      |
| 16. | 15 февраля 1998 | Мемориал Колизей, Лос-Анджелес, США              | США               | 1:0  | 1:0       | Золотой кубок КОНКАКАФ 1998      |
| 17. | 15 апреля 1998  | Мемориал Колизей, Лос-Анджелес, США              | Перу              | 1:0  | 1:0       | Товарищеский матч                |
| 18. | 9 мая 1998      | Энцо Масотти, Монтекатини-Терме, Италия          | Эстония           | 2:0  | 6:0       | Товарищеский матч                |
| 19. | 9 мая 1998      | Энцо Масотти, Монтекатини-Терме, Италия          | Эстония           | 4:0  | 6:0       | Товарищеский матч                |
| 20. | 9 мая 1998      | Энцо Масотти, Монтекатини-Терме, Италия          | Эстония           | 6:0  | 6:0       | Товарищеский матч                |
| 21. | 13 июня 1998    | Стад Жерлан, Лион, Франция                       | Южная Корея       | 2:1  | 3:1       | Чемпионат мира 1998              |
| 22. | 13 июня 1998    | Стад Жерлан, Лион, Франция                       | Южная Корея       | 3:1  | 3:1       | Чемпионат мира 1998              |
| 23. | 25 июня 1998    | Жоффруа Гишар, Сент-Этьен, Франция               | Нидерланды        | 2:2  | 2:2       | Чемпионат мира 1998              |
| 24. | 29 июня 1998    | Стад де ля Моссон, Монпелье, Франция             | Германия          | 1:0  | 1:2       | Чемпионат мира 1998              |
| 25. | 17 ноября 1998  | Мемориал Колизей, Лос-Анджелес, США              | Сальвадор         | 1:0  | 2:0       | Товарищеский матч                |
| 26. | 18 ноября 1998  | Мемориал Колизей, Лос-Анджелес, США              | Гватемала         | 1:0  | 2:2       | Товарищеский матч                |
| 27. | 19 февраля 1999 | Стадион Гонконга, Ван Чай, Гонконг               | Египет            | 3:0  | 3:0       | 1999 Lunar New Year Cup          |
| 28. | 9 июня 1999     | Солдер Филд, Чикаго, США                         | Аргентина         | 1:0  | 2:2       | Товарищеский матч                |
| 29. | 16 июня 1999    | Донгдемун, Сеул, Южная Корея                     | Хорватия          | 1:0  | 1:2       | 1999 Korea Cup                   |
| 30. | 30 июня 1999    | Антонио Сарубби, Сьюдад-дель-Эсте, Парагвай      | Чили              | 1:0  | 1:0       | Кубок Америки 1999               |
| 31. | 10 июля 1999    | Дефенсорес дель Чако, Асунсьон, Парагвай         | Перу              | 1:2  | 3:3       | Кубок Америки 1999               |
| 32. | 10 июля 1999    | Дефенсорес дель Чако, Асунсьон, Парагвай         | Перу              | 2:2  | 3:3       | Кубок Америки 1999               |
| 33. | 9 февраля 2000  | Колизей, Окленд, США                             | Иран              | 1:0  | 2:1       | Товарищеский матч                |
| 34. | 13 февраля 2000 | Куальком, Сан-Диего, США                         | Тринидад и Тобаго | 2:0  | 4:0       | Золотой кубок КОНКАКАФ 2000      |
| 35. | 31 января 2001  | Мемориал Колизей, Лос-Анджелес, США              | Колумбия          | 2:0  | 2:3       | Товарищеский матч                |

## Достижения

### Командные
«Монтеррей»
- Обладатель Кубка обладателей кубков КОНКАКАФ: 1993

«Некакса»
- Чемпионат Мексики по футболу: 1994/95, 1995/96, Зим. 1998
- Обладатель Кубка Мексики: 1994/95
- Обладатель трофея Чемпион чемпионов Мексики: 1995

«Лос-Анджелес Гэлакси»
- Обладатель Кубок чемпионов КОНКАКАФ: 2000
- Обладатель Открытого кубка США: 2001

Мексика
- Золотой кубок КОНКАКАФ: 1996, 1998
- Обладатель Кубка конфедераций: 1999
- Бронзовый призёр Кубка Америки: 1997, 1999

### Личные
- Футболист года в Мексике: 1997, 1998
- Лучший бомбардир Кубка Америки: 1997
- Лучший бомбардир Золотого кубка КОНКАКАФ: 1998
- Обладатель «Бронзовой бутсы» чемпионата мира: 1998
- Участник чемпионата мира: 1998, 2002
- Рекордсмен сборной Мексики по количеству голов на чемпионатах мира: 4 гола